# Колосова Катерина Антонівна
Катерина Антонівна Колосова (нар. 7 грудня 1920, місто Київ — 1990, місто Київ) — український радянський державний і громадський діяч. Депутат Верховної Ради Української РСР 6-го скликання та Депутат Верховної Ради Української РСР 7-го скликання. Заступник міністра вищої і середньої освіти із зовнішніх зв'язків.

## Біографія
Народилася в родині робітника. Закінчила середню школу. Трудову діяльність розпочала у 1938 році піонервожатою середньої школи. У 1940 році закінчила Київський учительський інститут.
У 1940—1941 роках — вчителька, комсомольський організатор ЦК ВЛКСМ Львівської середньої школи № 121. З початку німецько-радянської війни 1941 року працювала в дитячих будинках міст Харкова та Петропавловська Казахської РСР. У 1942—1943 роках — заступник директора дитячого будинку міста Караганди Казахської РСР.
У 1943—1944 роках — інструктор молодіжного радіомовлення при відділі пропаганди і агітації ЦК ЛКСМУ у Москві, Харкові, Києві.
Член ВКП(б) з 1945 року.
У травні 1944 — серпні 1946 р. — секретар Ровенського обласного комітету ЛКСМУ по пропаганді і агітації.
У 1946—1949 роках — інструктор Львівського міського комітету КП(б)У.
У 1949 — серпні 1950 року — секретар Шевченківського районного комітету КП(б)У міста Львова.
У серпні 1950 — травні 1955 року — заступник завідувача відділу партійних, профспілкових і комсомольських органів ЦК КП(б)У.
У 1954 році закінчила заочно Львівський державний педагогічний інститут.
У травні 1955 — січні 1963 року — завідувач відділу шкіл ЦК КПУ.
У січні 1963 — серпні 1967 року — голова Президії Українського товариства дружби та культурного зв'язку з зарубіжними країнами.
З 1963 по 1971 — Депутат Верховної Ради Української РСР 6-го скликання та Депутат Верховної Ради Української РСР 7-го скликання.
У вересні 1967—1984 роках — заступник міністра вищої і середньої спеціальної освіти Української РСР із зовнішніх зв'язків.
З 1984 року — персональний пенсіонер союзного значення. Померла в Києві у січні 1990 року.

## Нагороди
- два ордени Трудового Червоного Прапора (7.03.1960,)
- два ордени «Знак Пошани» (26.02.1958,)
- медалі
- Почесна грамота Президії Верховної Ради Української РСР (7.12.1970)